# Tour della nazionale maschile di rugby a 15 della Nuova Zelanda 2001
Nel 2001, gli All Blacks della nazionale neozelandese di Rugby Union, si recano in Tour, in Irlanda, Galles e Argentina.
È un tour caratterizzato da 5 successi in 5 partite di cui 3 test match.

## Bilancio (tra parentesi i test match)
- Giocate: 5 (3)
- Vinte: 5 (3)
- Pareggiate: 0 (0)
- Perse: 0 (0)
- Punti fatti: 179 (101)
- Punti subiti: 98 (55)

## Risultati

### Test match
| Dublino 17 novembre 2001 | Irlanda | 29 – 40 | Nuova Zelanda | Lansdowne Road |

| Edimburgo 24 novembre 2001 | Scozia | 6 – 37 | Nuova Zelanda | Murrayfield |

| Buenos Aires 1º dicembre 2001 | Argentina | 20 – 24 | Nuova Zelanda | Antonio V Liberti |

### Gli altri incontri
| Belfast 13 novembre 2001 | Irlanda A | 30 – 43 | Nuova Zelanda XV | Ravenhill |

| Perth 20 novembre 2001 | Scozia A | 13 – 35 | Nuova Zelanda XV | McDiarmid Park |